# Martí Gimeno i Massaguer
Martí Gimeno i Massaguer (Torroella de Montgrí, 1889 – Buenos Aires, 1971) va ser pintor, escultor i crític d'art.

## Biografia
Va ser fill i deixeble del pintor Francesc Gimeno i el gran de cinc germans. Als 14 deixà els seus avis torroellencs amb qui vivia, i es traslladà a Barcelona per a ampliar la seva formació artística, cosa que feu amb el seu pare i a l'"Ateneu Obrer Barceloní". Es feu membre del Cercle Artístic i formà part del grup Els Negres, que continuava la línia ombrívola del postmodernisme de Nonell. De l'obra de Gimeno d'aquest període es poden remarcar els dibuixos al llapis carbó, sovint de paisatges urbans, i els guaixos acolorits que recorden el fauvisme francès; i un retrat en pedra del seu pare (1905).
Al cap de poc, deixà la família i marxà a Girona on es feu amb el grup encapçalat per l'arquitecte Rafael Masó, l'escriptor Miquel de Palol i el pintor i ceramista Joan Baptista Coromina i Figueras. Entre desembre del 1909 i setembre del 1910 col·laborà amb en Masó en el projecte d'una font destinada als jardins de la Casa Coll a Borrassà. En la seva faceta d'escultor, Martí Gimeno fa el 1910 un Manelic (el personatge de Guimerà) a Girona.
Al desembre del 1910 Gimeno emigra sobtadament a l'Argentina, ben possiblement per evitar el servei militar i -de retruc- la guerra d'Àfrica (en un cas paral·lel al músic i compositor Agustí Borgunyó, que emigrà als Estats Units el 1915). Treballà a la "Compañía de Ferrocarriles del Sur" sense, però, deixar de pintar i esculpir. El seu estil artístic oscil·lava en un caràcter més conservador i unes provatures a mig camí entre el primitivisme i l'expressionisme; el 1935 participà en l'"Exposición de artistas catalanes" del Casal Català de Buenos Aires. Signant M.G.Massaguer encetà paral·lelament una tasca de crítica artística als diaris La Razón i La República i a revistes del col·lectiu català a l'Argentina, com Catalunya alhora que enviava articles d'art a la revista Emporion de Torroella de Montgrí en els anys trenta. D'Amèrica estant encara exposà a la Galeria Athenea de Girona el 1916 i a les Galeries Dalmau de Barcelona l'any 1916 primerament, i posteriorment als 1917 i 1926.
En el Museu Espanyol d'Art Contemporani de Madrid s'hi conserva un Tors seu.